# Coenosia californica
Coenosia californica este o specie de muște din genul Coenosia, familia Muscidae. A fost descrisă pentru prima dată de Malloch în anul 1920. Conform Catalogue of Life specia Coenosia californica nu are subspecii cunoscute.